# Nassarius nuttalli
Nassarius nuttalli is een slakkensoort uit de familie van de Nassariidae. De wetenschappelijke naam van de soort is voor het eerst geldig gepubliceerd in 1978 door Ludbrook.